# Rio Garou
O rio Garou  é um curso de água que banha o estado da Paraíba, no Brasil

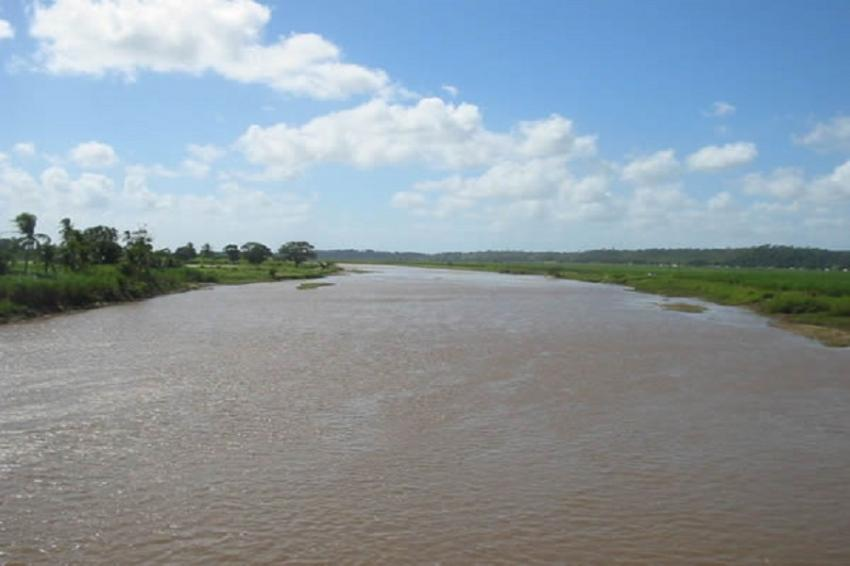
Rio Mamanguape - Foto: Governo da Paraiba